# Приваловские миллионы (фильм, 1915)
«Прива́ловские миллио́ны» — русский двухсерийный художественный фильм по мотивам одноименного романа Д. Н. Мамина-Сибиряка режиссёра Владимира Гардина. Выпущен Т/Д «В. Венгеров и В. Гардин» и Т/Д «Creo» в 1915 году. Первая серия «Приваловские миллионы» вышла 2 февраля, а вторая «Наследник миллионов» — 9 февраля. До настоящего времени фильм не сохранился, хотя сохранились описания фильма в статье журналиста Герасимова и в заметках о фильме в екатеринбургской газете «Зауральский край» в номерах от 29 августа, от 30 июля и 18 августа 1915 года.

## Сюжет
Наследник огромного состояния и предприятий Сергей Привалов, приехавший в родной уральский провинциальный городок с намерением вложиться в улучшение жизни рабочих и простых жителей, вынужден уже вскоре отбыть в Петербург со своим адвокатом Верёвкиным, чтобы там через суд лишить права опеки над собой предпринимателей Половодова и Ляховского, претендующих на наследство и плетущих против Привалова интриги.

## Съёмки
Для съёмок были использованы помещения Харитоновского дома (Дворца пионеров), а также его окрестности. Наружные съёмки также велись на Каменных Палатках и в городе Березовском. Для съёмок сцены о Кутеже Привалова пригласили местных цыган.

## В ролях
| Актёр                | Роль                        |
| -------------------- | --------------------------- |
| Владимир Гардин      | Виктор Бахарев              |
| Ольга Преображенская | Надежда Васильевна Бахарева |
| Сергей Ценин         | ?                           |

## Съёмочная группа
- Режиссёр — Владимир Гардин
- Сценарист — Владимир Гардин, Эммануил Бескин
- Оператор — Самуил Бендерский
- Художник — Сергей Козловский[3]

## Реакция и критика
Фильм предположительно был снят лучше предыдущих фильмов Гардина. Однако, хотя отзывы в прессе были положительные, у публики фильм большего успеха не приобрёл.
Культуролог Наталья Кириллова писала, что фильм «отличался бережным отношением к литературному первоисточнику».